# The Getaway: Black Monday
The Getaway: Black Monday es el segundo videojuego de disparos en tercera persona de la serie The Getaway sacado al mercado el 17 de noviembre de 2004. Al igual que su predecesor, los personajes deberán realizar una serie de misiones a lo largo de Londres siguiendo la trama de la historia.

## Jugabilidad
The Getaway: Black Monday es un videojuego donde se controlan a los dos personajes principales de la historia, Eddie O'Connor y el sargento Ben Mitchell. Estos personajes pueden realizar una serie de tareas físicas, tales como caminar, correr, rodar, disparar y coger rehenes como escudo humano. Este juego presenta un tercer personaje, Sam Thompson, una joven chica que puede realizar misiones de sigilio ya que presenta una gran flexibilidad, pero no puede empuñar armas de fuego. Una vez finalizados todos los niveles del juego, se puede optar por jugar unas funciones especiales como el «Modo libre», permitiendo que el jugador circule por la ciudad de Londres con total libertad con varios personajes de la historia, que son Eddie O'Connor, Ben Mitchell, Sam Thompson, Yuri Gorsoy, Jamahl, Zara Beuavais y Viktor Skobel. Otras opciones son la Carrera a elegir entre varios circuitos, el Taxi Negro, que es hacer misiones de taxista por Londres y la persecución, donde con Mitchell se puede perseguir y arrestar delincuentes.

## Personajes
| Personaje          | Papel en el juego               | Doblaje original      | Doblaje en español   |
| ------------------ | ------------------------------- | --------------------- | -------------------- |
| Eddie O'Connor     | Protagonista                    | Dave Legeno           | Salvador Aldeguer    |
| Sgto. Ben Mitchell | Protagonista                    | Bob Cryer             |                      |
| Sam Thompson       | Coprotagonista                  | Jane Peachey          |                      |
| Viktor Skobel      | Antagonista. Jefe de Mafia Rusa | Robert Jezek          |                      |
| Jimmer Collins     | Jefe de la banda del Soho       | Glenn Doherty         |                      |
| Jamahl             | Jefe de los Jamaicanos          | Elwin "Chopper" David | David García Vázquez |
| Jackie Philips     | Periodista                      | Kerry Ann Smith       |                      |
| Yuri Gorsoy        | Guardaespaldas de Viktor Skobel | Ronnie Yakubouski     |                      |
| Inspector Munroe   | Superior de Ben Mitchell        | Karl Jenkinson        |                      |
| Danny West         | Entrenador de Eddie O'Connor    | Denis Gilmore         |                      |